# Interruzione di internet in Iran nel 2019

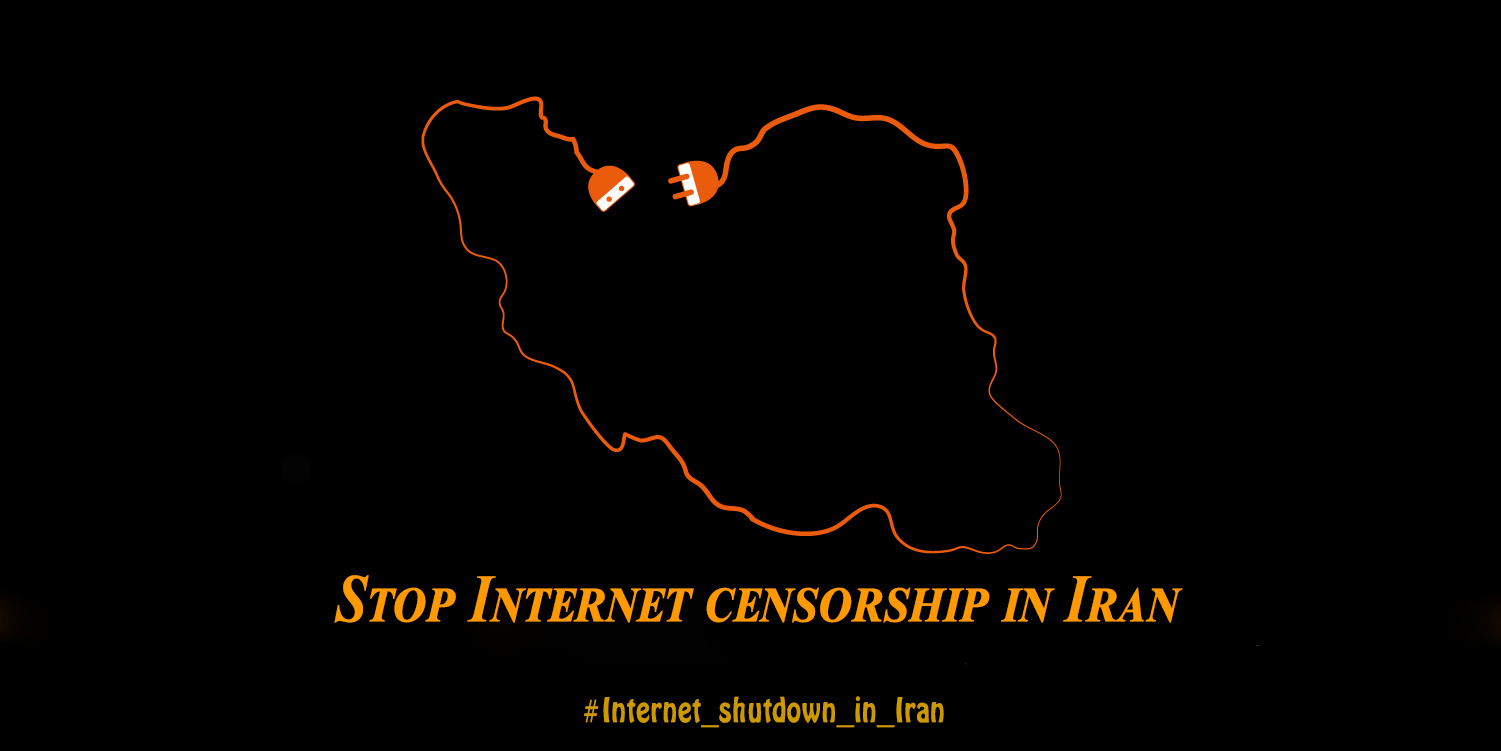
Simbolo di protesta contro la censura in Iran del 2019

L'interruzione di internet in Iran nel 2019 fu decisa dal Supremo consiglio per la sicurezza nazionale e imposta dal Ministero delle tecnologie dell'informazione e della comunicazione dell'Iran (MTIC), nel tentativo di sopprimere le proteste del 2019. Durante il blackout digitale, durato dal 16 al 23 novembre 2019, i cittadini iraniani potevano solamente accedere ad una forma di intranet locale ed ogni collegamento a piattaforme esterne era bloccato. Il ministro a capo del MTIC, Mohammad-Javad Jahromi, fu successivamente sanzionato dal Dipartimento del Tesoro degli Stati Uniti per il suo ruolo chiave nella censura di internet in Iran.
La censura di internet del 2019 è stata la più ampia di tutte quelle registrate in Iran e la peggiore a livello globale, in quanto si è trattato del primo blackout (nonché il più duraturo) per un paese di dimensioni modeste, non imputabile ad eventi naturali. Si è trattato anche della prima volta in cui un'intera nazione si ritrovava effettivamente tagliata fuori dal resto del mondo, benché i maggiori esponenti politici avessero comunque accesso ad internet.

## Storia
Le prime segnalazioni di un disservizio generale furono lanciate da utenti residenti a Mashhad, la seconda città più popolosa del paese, il 15 novembre 2019. Lentamente, i problemi di connessione si estesero ad altri fornitori di servizi (ISP) e piattaforme, finché le principali compagnie telefoniche (MCI, Rightel e Irancell) vennero totalmente disattivati il 16 novembre. Il blackout si sparse a macchia d'olio nel resto del paese, comportando un'interruzione pressoché totale. Venne, però, attivata la connessione alla intranet nazionale, tramite cui rimasero attive funzioni di base quali localizzazione GPS, transazioni bancarie o messaggistica su app locali.
Persino le reti VPN, utilizzate normalmente dagli iraniani per accedere ai social media, furono disattivate. Di conseguenza, in molti ricorsero al servizio satellitare Toosheh per ricevere informazioni da altre fonti e accedere a servizi digitali di base.
Nel tardo pomeriggio del 17 novembre alcune province (Ardabil, Golestan, Markazi, Mazandaran, Qazvin, Qom, Semnan e Azerbaijan Occidentale) avevano recuperato una parziale connettività, poi di nuovo interrotta il 20 novembre (quando appena il 5% del paese godeva ancora dell'accesso alla rete). Secondo un report del Monash IP Observatory, l'unica area a non essere affetta dalla censura fu il centro storico di Bam, nella provincia di Kerman.
Il 23 novembre l'accesso ad internet venne ripristinato e i livelli di connettività salirono al 64%, migliorando ulteriormente nei giorni seguenti.

## Impatto
Il regime iraniano fece uccidere oltre 1500 manifestanti, facendo sì che il novembre 2019 diventasse noto come "novembre di sangue" o "Aban sanguinoso" (l'Aban è il nono mese nel calendario iraniano, grossomodo corrispondente al novembre gregoriano). Gli iraniani non potevano contattare amici e parenti all'estero e spesso neppure inviare richieste di soccorso. Molte agenzie di viaggi chiusero insieme ad altre attività e l'industria cinematografica vide un netto calo di vendite (-60%).
Complessivamente, si stima che il danno economico ammontasse a 1-1.5 miliardi di dollari, con grave danno alle start-up e alle piccole imprese.